# Bombe salée
Ne doit pas être confondu avec Bombe sale.
 (septembre 2017).
Si vous disposez d'ouvrages ou d'articles de référence ou si vous connaissez des sites web de qualité traitant du thème abordé ici, merci de compléter l'article en donnant les références utiles à sa vérifiabilité et en les liant à la section « Notes et références ».
Une bombe salée est une arme nucléaire construite sur le modèle fission-fusion-fission, mais dont l'enveloppe qui devrait normalement servir à la seconde étape de fission est remplacée par un isotope non fissile destiné à capturer des neutrons et à produire un radioisotope. Le but est de maximiser les retombées radioactives.
Si ce genre de bombes nucléaires est généralement qualifié de « sale » en raison de la contamination radioactive, le terme consacré de « bombe sale » (ou bombe radiologique) désigne un autre type d'engin explosif : classique dans son mode de fonctionnement (c'est-à-dire sans réaction nucléaire) mais chargé d'un radioisotope visant à être disséminé, afin de contaminer de larges zones.

## Histoire
Le physicien Leó Szilárd a imaginé au début des années 1950 l'« arme du jugement dernier », sur le ton de la plaisanterie : une bombe H salée au cobalt, permettant de provoquer des retombées radioactives sur une partie très importante de la planète. La demi-vie du produit, le cobalt 60, est suffisamment longue — un peu plus de 5 ans — pour se disperser, tout en produisant une radioactivité suffisante pour s'avérer létale.
L'idée a été reprise sérieusement avec des radioisotopes de plus courte durée de vie afin de permettre un usage réaliste, limité dans le temps et dans l'espace, en disséminant notamment du sodium 24.

## Emploi
Jamais employée, son intérêt stratégique réside dans la contamination radioactive de terrains afin d'en interdire l'usage ou le passage, en particulier à l'ennemi. Si sa puissance est faible, elle peut tuer par irradiation aiguë tout en minimisant les dégâts liés à la chaleur et au souffle ; elle serait donc équivalente à une bombe à neutrons sur un plus grand rayon d'action.

## Isotopes
En fonction de la durée souhaitée de la contamination, plusieurs isotopes peuvent être utilisés pour saler la bombe. L'isotope employé doit remplir au moins 3 critères pour être facilement utilisable :
- il doit avoir une abondance relative suffisante (mais ce critère peut être contourné par séparation isotopique) ;
- il doit absorber efficacement les neutrons (sa section efficace d'absorption doit être significative) ;
- la désintégration radioactive de l'isotope produit doit émettre des rayonnements pénétrants (rayonnement gamma).

Le plus connu est le cobalt 60, issu de la transformation du cobalt 59, contamine une zone pendant quelques décennies ; on parle alors de bombe au cobalt.
| Isotope utilisé | Abondance relative | Radioisotope produit | Demi-vie | Énergie moyenne du rayonnement |
| --------------- | ------------------ | -------------------- | -------- | ------------------------------ |
| Sodium 23       | 100 %              | Sodium 24            | 15 h     | 2,7 MeV                        |
| Arsenic 75      | 100 %              | Arsenic 76           | 1,1 j    | 1,1 MeV                        |
| Or 197          | 100 %              | Or 198               | 2,7 j    | 0,4 MeV                        |
| Tantale 181     | 99,99 %            | Tantale 182          | 115 j    | 1,1 MeV                        |
| Zinc 64         | 48,89 %            | Zinc 65              | 244 j    | 1,11 MeV                       |
| Cobalt 59       | 100 %              | Cobalt 60            | 5,3 ans  | 1,33 MeV                       |